# ¿Cuántos pasos?
«¿Cuántos pasos?» es el tercer sencillo del álbum Hombre Sintetizador de la banda de rock alternativo mexicana Zurdok. La canción tiene un estilo tranquilo e instrumental a comparación de otras canciones de Zurdok con sonido de rock ya que en esta solo se oyen guitarras acústicas y la voz de Chetes con percusión calmada, bajos sensibles y con unos efectos de música rítmica y un banjo de fondo.

## Lista de canciones
- Edición México

1. "¿Cuántos pasos?"
2. "¿Cuántos pasos?" (acústica)

- Datos: Q6172329